# Nigeriabrev

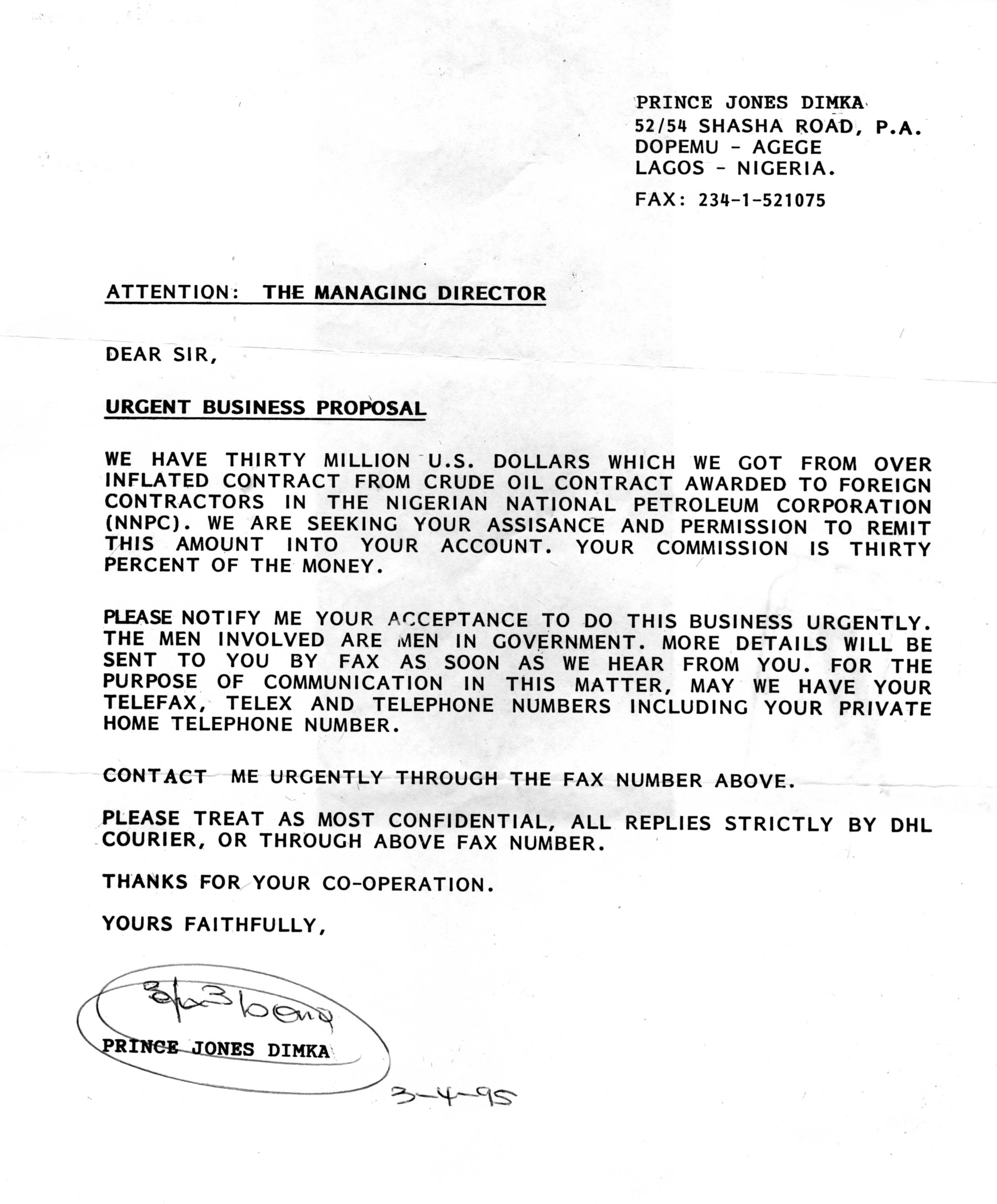

Nigeriabrev är en form av bluffmejl/bedrägeri som skickas brevledes eller per mejl och är en kombination av identitetsbedrägeri och ett förskottsavgiftssystem. Avsändaren ger i meddelandet mottagaren  "möjligheten" att dela på en procentandel av väldigt stora belopp som avsändaren försöker flytta, illegalt, från Nigeria. Mottagaren förväntas skicka person- och bankuppgifter till avsändaren. Tanken att mottagaren ska skicka pengar till avsändaren i flera omgångar med successivt ökande belopp. På engelska används begreppen Nigerian letter fraud eller 419 fraud.

## Historia
Nigeriabreven dök upp på 1970-talet. Numera är det dominerande tillvägagångssättet e-post. De första breven som dök upp kom från Nigeria. Det är också fortsatt vanligt att de har ursprung från Nigeria eller att ordet Nigeria nämns i breven.
Huvudorter för bedrägerierna har traditionellt varit Lagos, Aba, Owerri och Port Harcourt (samtliga i Nigeria). Bedrägeriet kan idag dels verka komma från vilken del av världen som helst men i själva verket komma från Nigeria, dels bedrivs bedrägerierna nu även från ett stort antal andra platser.
I TV-programmet Plus 2008-04-01 beskrevs en vanlig svensk kvinna som gått på ett sådant upplägg. Hon fick faktiskt pengar, ett miljonbelopp, i form av en förfalskad check. Hon fick ut pengar på den och skickade iväg större delen till bedragaren som hon lovat. Förfalskningen upptäcktes sedan av banken och hon krävdes på beloppet och fick sex månaders fängelse för checkbedrägeriet.

### 419
Termen 419 kommer av den klausul i Nigerias strafflagstiftning som betecknar den här typen av bedrägeri.

## Tillvägagångssätt
Bedrägeriet går till så att man får ett brev, fax eller e-post från en person som påstår sig behöva hjälp med att föra ut en större summa pengar (oftast mångmiljonbelopp) ur landet och erbjuder en procent av pengarna om man hjälper till. Om man går med på det kommer bedragaren att begära mer och mer pengar för att täcka olika påhittade utgifter som till exempel mutor till banktjänstemän och administrativa avgifter, som de själva inte kan betala då pengarna är låsta eller de måste undvika att pengarna kan spåras till dem. Bedragaren fortsätter att fråga efter mer pengar så länge den drabbade betalar.
Typiskt för Nigeriabrev är att pengasumman är mycket stor samt att någon har dött plötsligt i en katastrof (till exempel i en flygplanskrasch, i krig eller vid ett maktövertagande). Breven kan vädja till mottagarens medlidande genom att till exempel påstå att avsändaren är en änka med barn som svälter eftersom alla pengar är låsta.
Det har utvecklats beprövade metoder för att få offret att fortsätta tro på upplägget och skicka mer pengar. En metod kallas "flashing the account": Bedragarna skickar ett förfalskat förhandsbesked om en överföring via fax till offrets bank, och banken meddelar sedan offret att ett mångmiljonbelopp är på väg. Men pengarna dyker inte upp på kontot, och bedragarna påstår att det blev ett problem och att överföringen upptäcktes. Att ett förfalskat förhandsbesked över huvud taget har kunnat skickas beror troligen på att någon inom det utländska bankväsendet har kunnat mutas. Meddelandet från offrets egen bank får offret att villigt betala det bedragarna begär.
Ofta påstår sig bedragarna vara släkting till någon nyligen avliden känd politiker eller annan person i Afrika. Detta styrks med länkar till verkliga nyhetsartiklar vilket syftar till att öka historiens trovärdighet. Det händer också att bedragarna skapar webbplatser för fiktiva banker och liknande där offret till exempel kan logga in för att se att pengarna kommit in på ett visst konto.
Något som också är vanligt förekommande är att när offret har skickat stora summor pengar och slutat tro på det hela, blir kontaktad av någon som uppger sig vara advokat i Afrika och vill hjälpa offret att få tillbaka sina pengar. "Advokaten" ber om förskottsbetalning på arvode, det hela drar ut på tiden, "advokaten" ber om mer arvode och så vidare.
För den som redan skickat pengar är möjligheterna att återfå dessa så gott som obefintliga.[källa behövs]
Enligt FBI har ett antal personer lurats till Nigeria där de sedan kidnappats och sedan blivit av med stora summor pengar.
Polisen gav följande rekommendationer angående misstänkta Nigeriabrev år 2021:
"Ställ dig frågan om hur stor chansen är att just du, av alla internetanvändare, skulle bli tillfrågad om att delta i något som skulle ge stora penningsummor för nästan ingen motprestation?"
"Besvara aldrig den här typen av erbjudanden".

## Reaktioner
På internet har det utvecklats en kultur med "scam baiters", som låtsas vara intresserade av bedragarnas "erbjudanden", för att slösa deras tid, eller helt enkelt bara för att roa sig.
Nigeriabrev och relaterade bedrägerier upprör många människor, varför ett stort antal grupper och användare bedriver hat- eller hämndverksamhet mot dem som de uppfattar som ansvariga.[källa behövs]
I februari 2003 mördades Nigerias konsul i Prag av en 72-årig man som hämnd för att han blivit lurad på sitt livs besparingar av bedragare.

## Exempel på Nigeriabrev

### Exempel 1
Så här kan ett typiskt Nigeriabrev se ut: (just detta brev kom från Kenya enligt e-brevets kuvert)
```
BANK OF AFRICA (ANNEX)
BILL AND EXCHANGE DEPARTMENT,
BP4901 01 OUAGADOUGOU 01,BURKINA-FASO.

I am the Bill and Exchange(assistant) Manager of Bank of Africa 
(Annex),OUGADOUGOU BURKINA- FASO.You will be suprised how i got your 
contact,I got it from the internet.

In my department I discovered an abandoned sum of USD$18.2 MILLION US
Dollars(EIGHTEEN MILLION,TWO HUNDRED THOUSAND US DOLLARS). In an account 
that belongs to one of our foreign customer who died along with his wife and 
two children in february 1998 in Kenya airways plane crash. Since we got 
information about his death, we have been expecting his next of kin to come 
over and claim his money because we cannot release it unless somebody 
applies for it as next of kin or relation to the deceased as indicated in 
our banking guidelines but    
unfortunately we learnt that all his supposed next 
of kin or relation died alongside with him in t he plane crash leaving nobody 
behind for the claim.

It is therefore upon this discovery that I in my
department now decided to make this business proposals to you and release 
the money to you as next of kin or relation to the deceased for safety and 
subsequent disbursement since nobody is coming for it and I don't want this 
money to go into the bank treasury as unclaimed Bill.
The banking law and guidelines here stipulates that
if such money remains unclaimed after four years, the money will be 
forfieted into the bank treasury as unclaimed fund. The request of foreigner 
in this transaction is necessary because our client was a foreigner and a 
Burkinabé cannot stand as next of kin to a foreigner. I agree that 30% of 
this money will be for you as foreign partner, in respect to the provision 
of a foreign account, and 70% would be for me , after which I shall
visit your country for disbursement according t o the percentages indicated. 
Therefore to enable the immediate transfer of this fund to you as arranged, 
you must apply first to the bank, and send your account number, your private 
telephone and fax number for easy and effective communication and location 
where the money will be remitted.

Upon receipt of your reply, I will send to you by
fax or e-mail the text of the application. I will not fail to bring to your 
notice that this transaction is100% hitch-free. As all required arrangement 
have been made for the transfer. You should contact me immediately as
soon as you receive this letter. Trusting to hear from you immediately.I 
expect your urgent reply. Best regards.

MR MUSTAPHA BUHARI
BILL AND EXCHANGE (ASSIST.)MANAGER,BANK OF AFRICA(ANNEX), OUAGADOUGOU,
OUAGADOUGOU,BURKINA-FASO.WEST AFRICA.
N.B:
I WANT YOU TO ACT AS HIS NEXT OF KIN,SO THAT WE CAN SHARE THE MONEY.
```

### Exempel 2
Detta brev skickades ut till användare på dejtingsajten Sjunde Himlen, men förekommer också troligtvis på andra liknande kontaktsajter. Notera att det finns ett utrymme för att infoga personens namn (efter ordet Dear) men att detta inte utnyttjats av avsändaren som möjligtvis inte haft särskilt goda kunskaper i engelska eller som helt enkelt struntat i det för att spara tid (eftersom det skickas i tusentals, kanske miljontals exemplar).
```
Från: Raderad användare: mgbada 
Rubrik: From Lilian Koffi 
Skickat: 2006-04-07 11:15 

From Lilian Koffi
Abidjan, Ivory Coast
West Africa.

Dear after going through your profile i decided to contact you for friendship and assistace.I
am Miss Lilian Koffi the only child of Mr and Mrs F . koffi,my father was posioned to death by  
his business associates because of his wealth and during my fathers sickness he called me on  
his sick bed as his only child because my mother died when am young and told me about the money
($8.500.000) he deposited in a bank here in our country that it was because of this money he 
was posioned that if he dies i shall look for some one whom i trust to help me transfer this 
money out of this our country to his account for investment purpose abroad while i will 
continue my education then the person will be managing the investment.Dear am solicating your 
assistance to help me transfer this money out of this country for my life sake while i will 
come to meet you to continue my education in your country.

Dear am looking forward to hear from you so that we can discuss on what will be your 
compersation for this assistace.
Please reply me directely on this my private mail box for more details.
(liliankoffi15@yahoo.com ) 

Thanks
lilian
```

Den grammatiska kvaliteten på det engelska språket brukar inte vara så bra. Det är även väldigt vanligt att brevet skrivs med endast versaler.

### Exempel 3
Detta brev är en variant av ovanstående brev. Även här refererar man till Nigeria. Kvalitén på engelskan är bättre. Bedrägeritexten är bifogad i ett worddokument, och bedragarna har infogat efternamn på mottagaren i e-brevet samt i word-dokumentets text. Här hänvisas både till mottagarens namn och till en avliden person vars efternamn av en händelse stämmer överens med det tilltänkta offrets. Anledningen till att man använder word-dokument är sannolikt att man vill försvåra för SPAM-filter som annars hotar filtrera bort massutskick av samma slag.
Det bifogade dokumentet i detta enskilda fall blev analyserat av en virusexpert och man fann inga bifogade virus eller trojaner. Den enda faran ser i detta fall ut att vara själva textinnehållet i brevet.
```
Från: daniel jones "raderad användare" 
Skickat: den 14 januari 2008 02:33
Ämne: MAIL FOR ERIKSSON!

DEAR eriksson,
PLEASE VIEW ATTCHED DOCUMENT REGARDING CLAIM TO LATE DR EDWARD ERIKSSON ESTATE.
KIND REGARDS AS I AWAIT YOUR RESPONES.
DANIEL JONES

 

Innehåll i bifogat word-dokument:
 
Dear Eriksson,
I will like to solicit your help in a business proposition, which is by nature very confidential and      
Top Secret. I know that a transaction of this magnitude will make any one worried and Apprehensive but I 
am assuring you not to worry, as all will be well at the end of this endeavor.
  
I am Mr. Daniel Jones, Client Service Manager of Capital Trust Bank Lagos Nigeria, My partners and I have 
decided to seek your help in transfer of some amount of money requiring maximum Confidence from my bank. 
A foreigner, Late Dr. Edward Eriksson who was an oil merchant and Contractor with the Federal Government 
of Nigeria until his death onboard the ill fated Kenyan Airways bus {A310300} was our customer here at 
Capital Trust Bank and had a balance of US$32 million which the bank now expects his next of kin to claim 
as the beneficiary .
  
So far, valuable efforts has been made to get to his people but to no avail, as he had no known relatives 
more because he left his next of kin column in his account opening forms blank and he has no known 
relative. Due to this development our management and the board of directors are making arrangements for 
the funds to be declared unclaimed, returned to Nigeria being the point of origin and subsequently paid 
into the federal government purse. Usually, funds of this nature end up in the greedy pockets of some 
politicians due to our corrupt society. 

To avert this negative development my colleagues and I have decided to look for a reputable person to act 
as the next of kin to late Dr. Eriksson so that the funds could be processed and released into his 
account, which is where you come in. We shall make arrangement with a qualified and reputable able 
attorney that will represent you in liaising with my bank for inconveniency of you coming to my country.
 
All legal documents to aid your claim for this fund and to prove your relationship with the deceased will 
be provided by us. Your help will be appreciated with 20% of the total sum (US$6,400,000). Please accept 
my apologies, keep my confidence and disregard this letter if you do not appreciate this proposition I 
have offered you.  
  
Thank you very much for your time, as I wait to hear from you. You can also reply through my alternative 
email: 
(epostadress borttagen)
 
   
Yours faithfully,
Daniel Jones
From the desk of Daniel Jones
Client Service Manager Capital Trust Bank Lagos
```